# Bądze (województwo pomorskie)
Bądze – wieś w Polsce położona w województwie pomorskim, w powiecie sztumskim, w gminie Stary Dzierzgoń nad jeziorem Bądze i na obszarze Parku Krajobrazowego Pojezierza Iławskiego. Wieś wchodzi w skład sołectwa Mortąg.
W skład Bądzy wchodzi dawny przysiółek Dębina (dawn. Dębiny).
W roku 1973 wieś należała do powiatu morąskiego, gmina Stary Dzierzgoń, poczta Jerzwałd. W latach 1975–1998 miejscowość administracyjnie należała do województwa elbląskiego. 
Wieś wymieniona w dokumentach z 1294 r., jako leżąca w "Puszczy Pruskiej" nad jeziorem Banse (jezioro Bądze). Nazwa jeziora wywodzi się z języka staropruskiego.
W wieku XVI nad jeziorem istniała osada rybacka. Wieś ponownie została założona na "karczowiskach leśnych" dopiero w XVIII w. Według spisu z 1782 r. liczyła 12 "dymów" (gospodarstw domowych) i zamieszkana była przez drwali i rybaków. W roku 1858 wieś liczyła 15 domów z 112 mieszkańcami, a areał wsi wynosił 24 ha.
Według danych z 1939 r. wieś miała jednoklasową szkołę (założona jeszcze w XIX w.), 32 gospodarstwa domowe i 124 mieszkańców. 80 z nich utrzymywało się z rolnictwa lub leśnictwa, 30 z pracy w przemyśle lub rzemiośle, trzech z pracy w handlu. 11 gospodarstw rolnych mieściło się w klasie powierzchni 0,5-5 ha, dwa w klasie 5-10 ha, trzy w klasie 10-20 ha.
Inne miejscowości o nazwie Bądze: Bądze